# ريك بيكر
ريك بيكر (بالإنجليزية: Rick Baker)‏ هو فنان الماكياج وممثل أمريكي، ولد في 8 ديسمبر 1950 في الولايات المتحدة. من الجوائز التي نالها الأكاديمية البريطانية لفنون السينما والتلفزيون سنة 1985 وجائزة الأوسكار لأفضل مكياج وتصفيف شعر عن عمل الرجل الذئب وجائزة الأوسكار لأفضل مكياج وتصفيف شعر عن عمل المدرس المجنون وجائزة الأوسكار لأفضل مكياج وتصفيف شعر عن عمل إد وود وجائزة الأوسكار لأفضل مكياج وتصفيف شعر عن عمل رجال ذوو بزات سوداء وجائزة الأوسكار لأفضل مكياج وتصفيف شعر عن عمل غرينش وجائزة الأوسكار لأفضل مكياج وتصفيف شعر عن عمل مستذئب أمريكي في لندن وجائزة الأوسكار لأفضل مكياج وتصفيف شعر عن عمل هاري وآل هندرسون وجائزة الأوسكار وجائزة إيمي.

## أعمال

### أفلام
- (1998) أمير مصر[5]
- (2000) غرينش[6]
- (2001) كوكب القردة[7][8][9]
- (2002) رجال ذوو بزات سوداء 2[10][11][12]
- (2005) كينغ كونغ[13][14][15]
- (2010) الرجل الذئب[16]

## جوائز وترشيحات
جوائز
- الأكاديمية البريطانية لفنون السينما والتلفزيون (1985)
- جائزة الأوسكار لأفضل مكياج وتصفيف شعر، عن عمل: الرجل الذئب
- جائزة الأوسكار لأفضل مكياج وتصفيف شعر، عن عمل: المدرس المجنون
- جائزة الأوسكار لأفضل مكياج وتصفيف شعر، عن عمل: إد وود
- جائزة الأوسكار لأفضل مكياج وتصفيف شعر، عن عمل: رجال ذوو بزات سوداء
- جائزة الأوسكار لأفضل مكياج وتصفيف شعر، عن عمل: غرينش
- جائزة الأوسكار لأفضل مكياج وتصفيف شعر، عن عمل: مستذئب أمريكي في لندن
- جائزة الأوسكار لأفضل مكياج وتصفيف شعر، عن عمل: هاري وآل هندرسون
- جائزة الأوسكار
- جائزة إيمي

ترشيحات
- جائزة الأوسكار لأفضل تأثيرات بصرية
- جائزة الأوسكار لأفضل مكياج وتصفيف شعر
- جائزة الأوسكار لأفضل مكياج وتصفيف شعر، عن عمل: القدوم إلى أميركا
- جائزة الأوسكار لأفضل مكياج وتصفيف شعر، عن عمل: نوربت

## وصلات خارجية
- ريك بيكر على موقع IMDb (الإنجليزية)
- ريك بيكر على موقع ألو سيني (الفرنسية)
- ريك بيكر على موقع ميوزك برينز (الإنجليزية)
- ريك بيكر على موقع أول موفي (الإنجليزية)
- ريك بيكر على موقع قاعدة بيانات الأفلام السويدية (السويدية)
- ريك بيكر على موقع قاعدة بيانات الفيلم (الإنجليزية)
- ريك بيكر على موقع كينوبويسك (الروسية)